# بين مايلز
بين مايلز (بالإنجليزية: Ben Miles)‏ هو ممثل بريطاني، ولد في 1 نوفمبر 1967 بويمبلدون في المملكة المتحدة.

## أعمال

### أفلام
- (2005) ثاء رمزا للثأر
- (2009) قاتل النينجا

### مسلسلات
- التاج

## ترشيحات
- جائزة توني لأفضل ممثل في مسرحية [الإنجليزية]‏ (2015)

## وصلات خارجية
- بين مايلز على موقع IMDb (الإنجليزية)
- بين مايلز على موقع ألو سيني (الفرنسية)
- بين مايلز على موقع ميوزك برينز (الإنجليزية)
- بين مايلز على موقع أول موفي (الإنجليزية)
- بين مايلز على موقع قاعدة بيانات برودواي على الإنترنت (الإنجليزية)
- بين مايلز على موقع قاعدة بيانات الأفلام السويدية (السويدية)
- بين مايلز على موقع قاعدة بيانات الفيلم (الإنجليزية)
- بين مايلز على موقع كينوبويسك (الروسية)